# Élie Fabius
Pour les articles homonymes, voir Fabius.
Élie Fabius est un antiquaire français né le 20 février 1864 à Haguenau et mort le 17 mars 1942 à Paris. 
De la fin du XIXe siècle jusqu’à la Seconde Guerre mondiale, il tient une galerie d’antiquités rue de Provence à Paris.

## Biographie

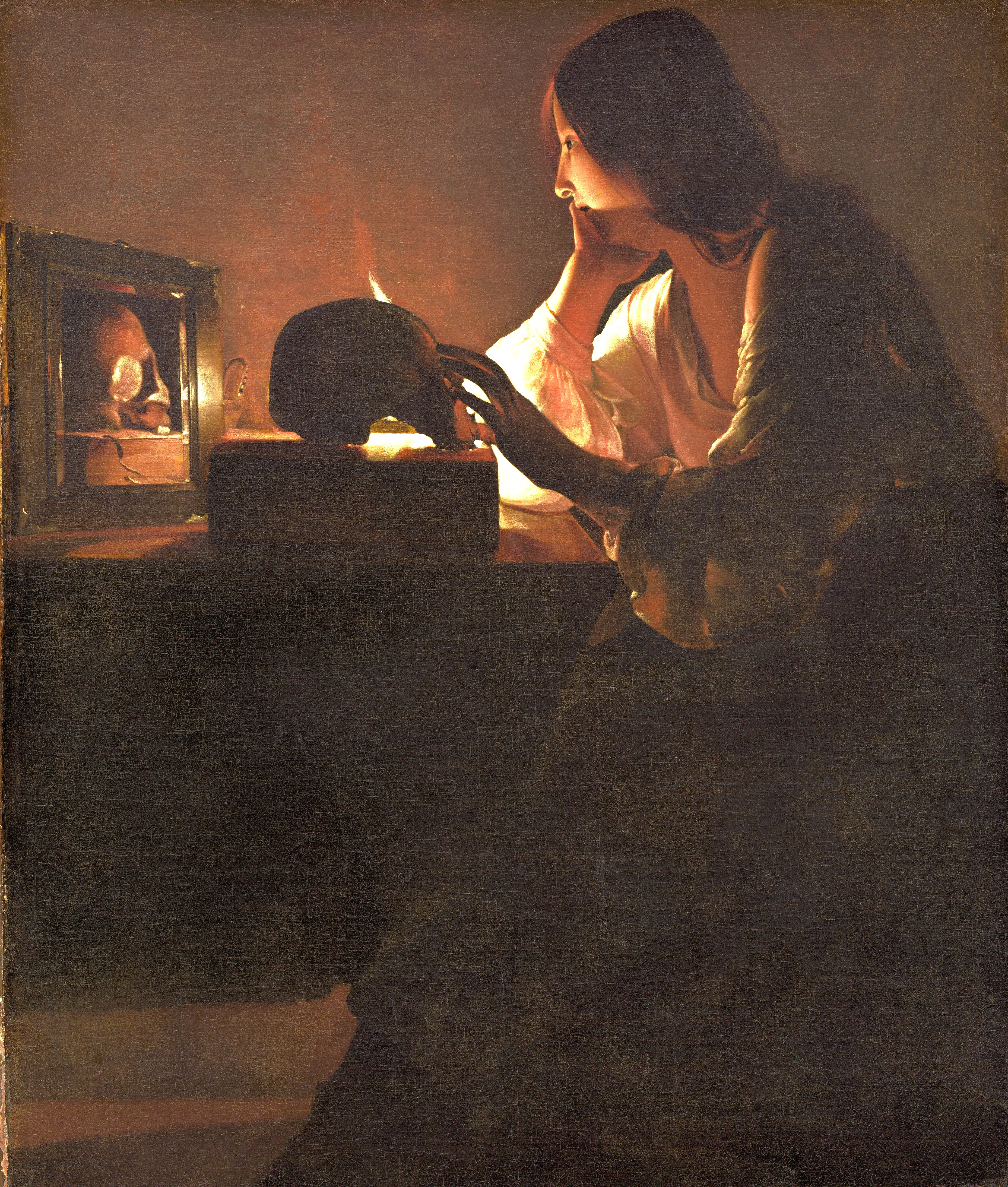
Georges de La Tour La Madeleine au miroir dite aussi la Madeleine Fabius du nom de son ancien propriétaire André Fabius (National Gallery of Art).

Venus de Lorraine, les Fabius forment depuis le milieu du XIXe siècle une longue lignée d’antiquaires, « brocanteurs sédentaires », selon la formule légale.
Le grand-père d’Élie, Joseph, né en Moselle, commis-marchand de son état, s’appelait en réalité Lion et choisit de prendre Fabius comme patronyme lorsqu’en 1808 les juifs reçurent le droit de porter un nom de famille. Joseph meurt en 1843 à Pont-à-Mousson (Meurthe-et-Moselle).
Élie Fabius, antiquaire parisien originaire de Haguenau, est le fils d'Emmanuel Esdras Fabius (1807-1882) et de Marie Hemmerdinger (1832-1901),. Marié avec Berthe Isaac-Cerf (1872-1969), il est le père d'André Fabius (1908-1984), antiquaire, le grand-père de Laurent Fabius, homme politique et ancien Premier ministre, et de François Fabius (1944-2006), antiquaire.
L'oncle paternel d'Élie Fabius, Auguste Fabius (1803-1885), est le grand-père du journaliste Gustave Fabius, dit Fabius de Champville (1865-1946).
Élie Fabius était un passionné de souvenirs de Napoléon et de La Fayette et un ardent défenseur de l'art du XIXe siècle et, alors que les antiquaires de l’époque boudaient le mobilier et les objets Empire, il en fera l’une de ses spécialités.
Il était aussi proche du monde du théâtre, dont la famille Guitry.
Peu après mars 1942, le stock de la galerie est liquidé sous le marteau d'Alphonse Bellier ; après la Libération, la famille Fabius attaque Bellier lors d'un procès.
Les archives professionnelles d'Élie Fabius, ainsi que celles des générations suivantes ayant tenu des galeries d'antiquaire, se trouvent conservées à la bibliothèque de l'Institut national d'histoire de l'art.